# Coltellineria

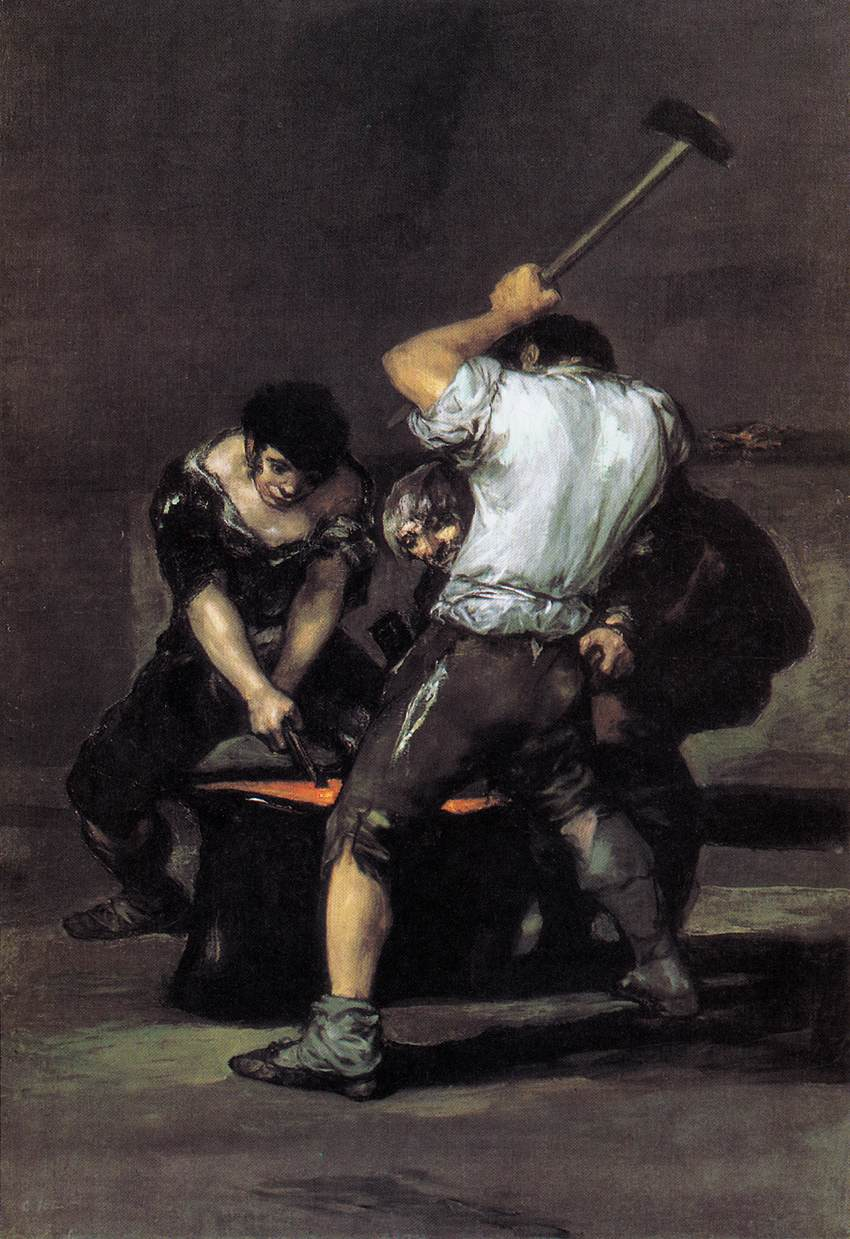
Forgia per Goya

La coltellineria è l'arte o la produzione del coltellinaio, l'armaiolo specializzato nella fabbrica e/o nella vendita strumenti da taglio. Sono prodotti della coltellineria la spada, la daga, il coltello e gli altri strumenti da taglio d'uso agricolo quali la scure, la falce ecc.

## Tipi
- Coltellineria artigianale: si pratica utilizzando principalmente la forza fisica e l'abilità artistica manuale, senza l'uso di macchine di produzione in larga scala.
- Coltellineria con manifattura artigianale: utilizza processi industriali automatizzati per la creazione delle lame, destinate ad un solo artigiano.
- Coltellineria con manifattura industriale: utilizza processi industriali automatizzati per la creazione delle lame, destinate a più artigiani diversi, ognuno con le proprie caratteristiche e specialità.
- Coltellineria industriale: coltellineria su grande scala, si realizza con metodi e macchine automatizzati per produzione in serie.

## Galleria d'immagini

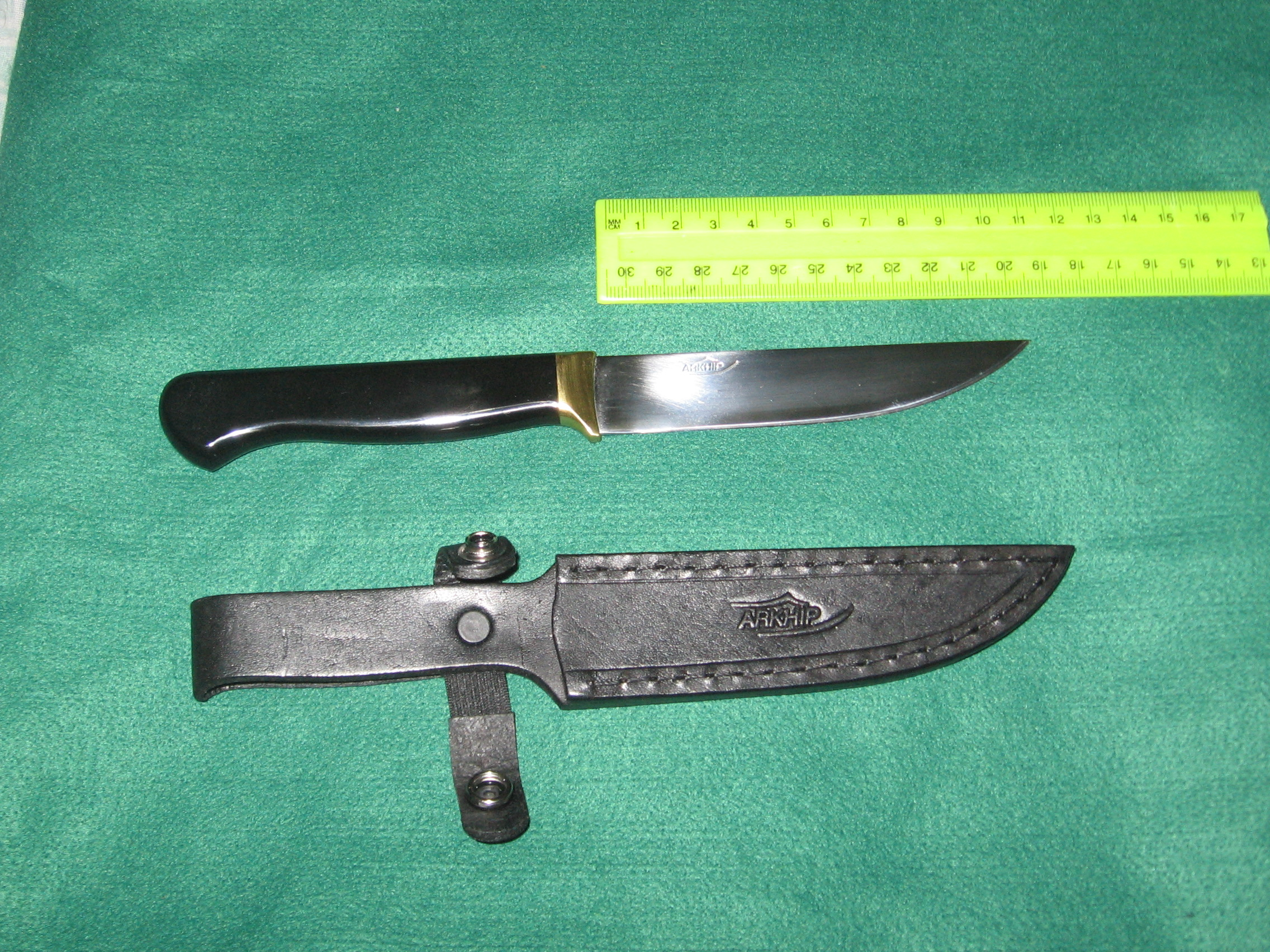
Coltellino by Arkhip
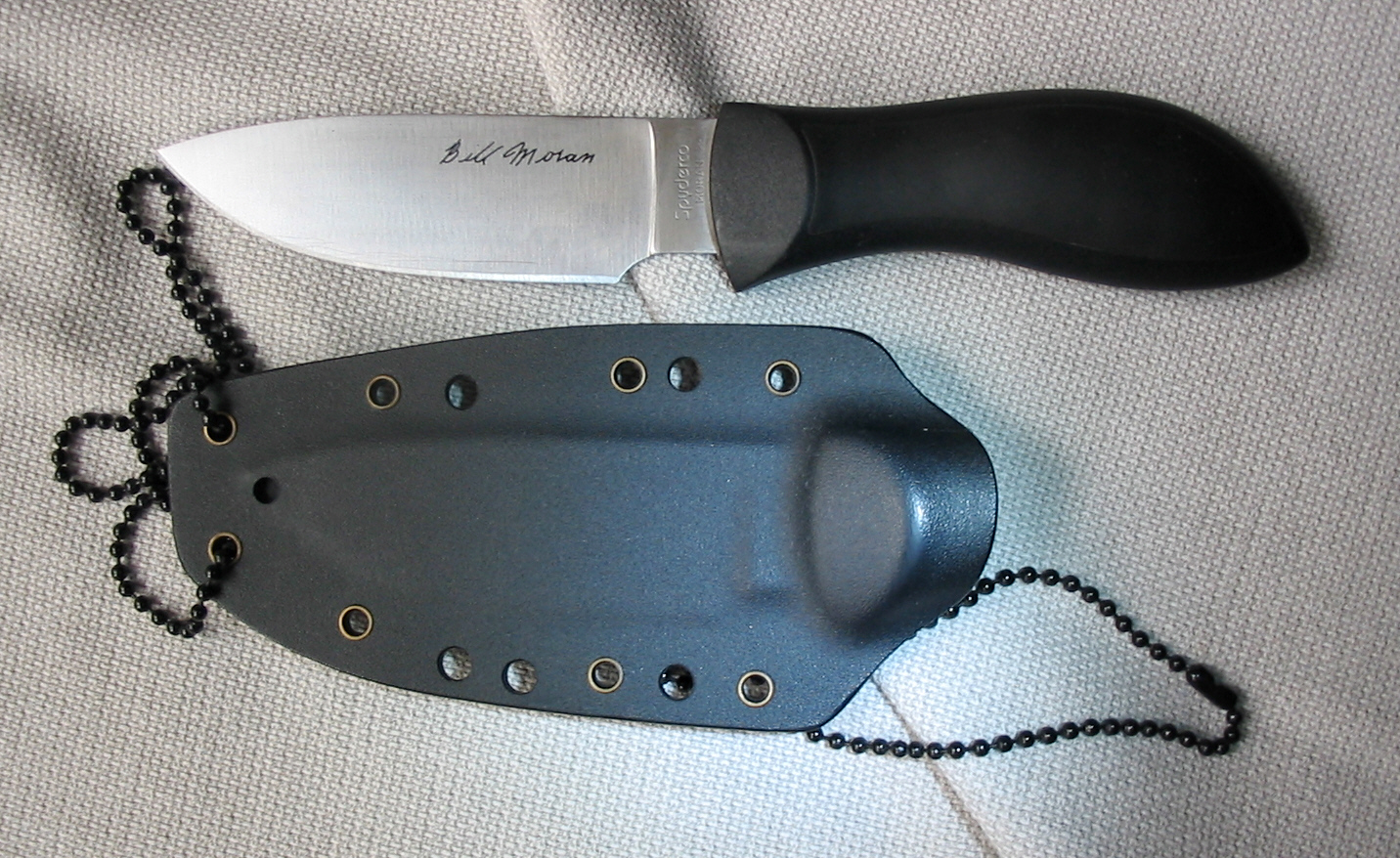
Coltello Drop Point della Spyderco, design di Bill Moran
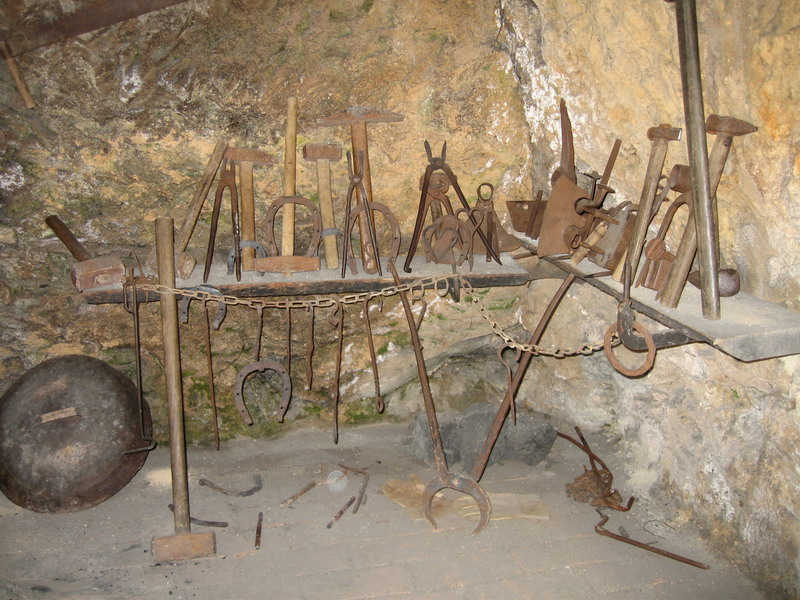
Rastrelliera con strumenti da fabbro
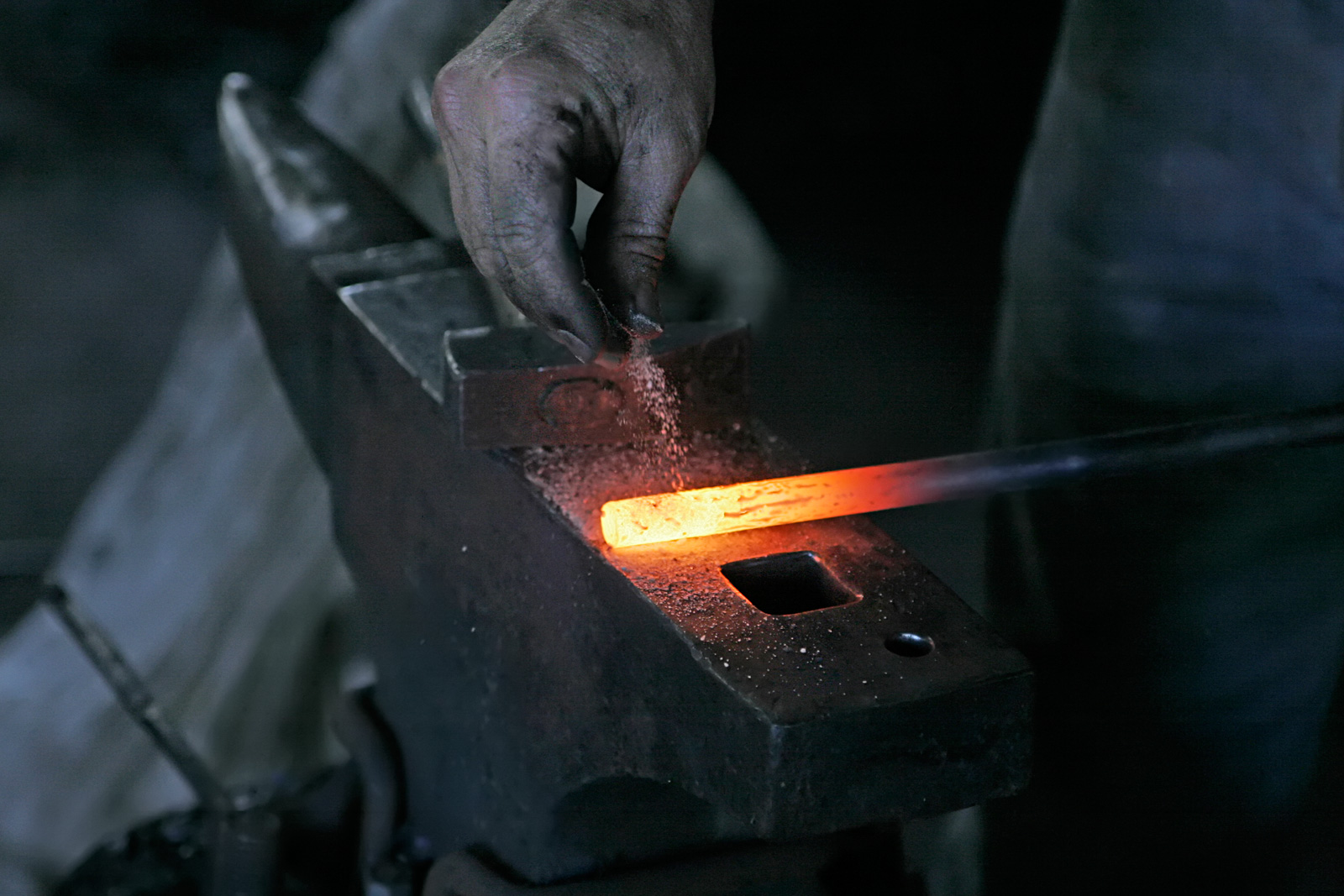
Forgiatura
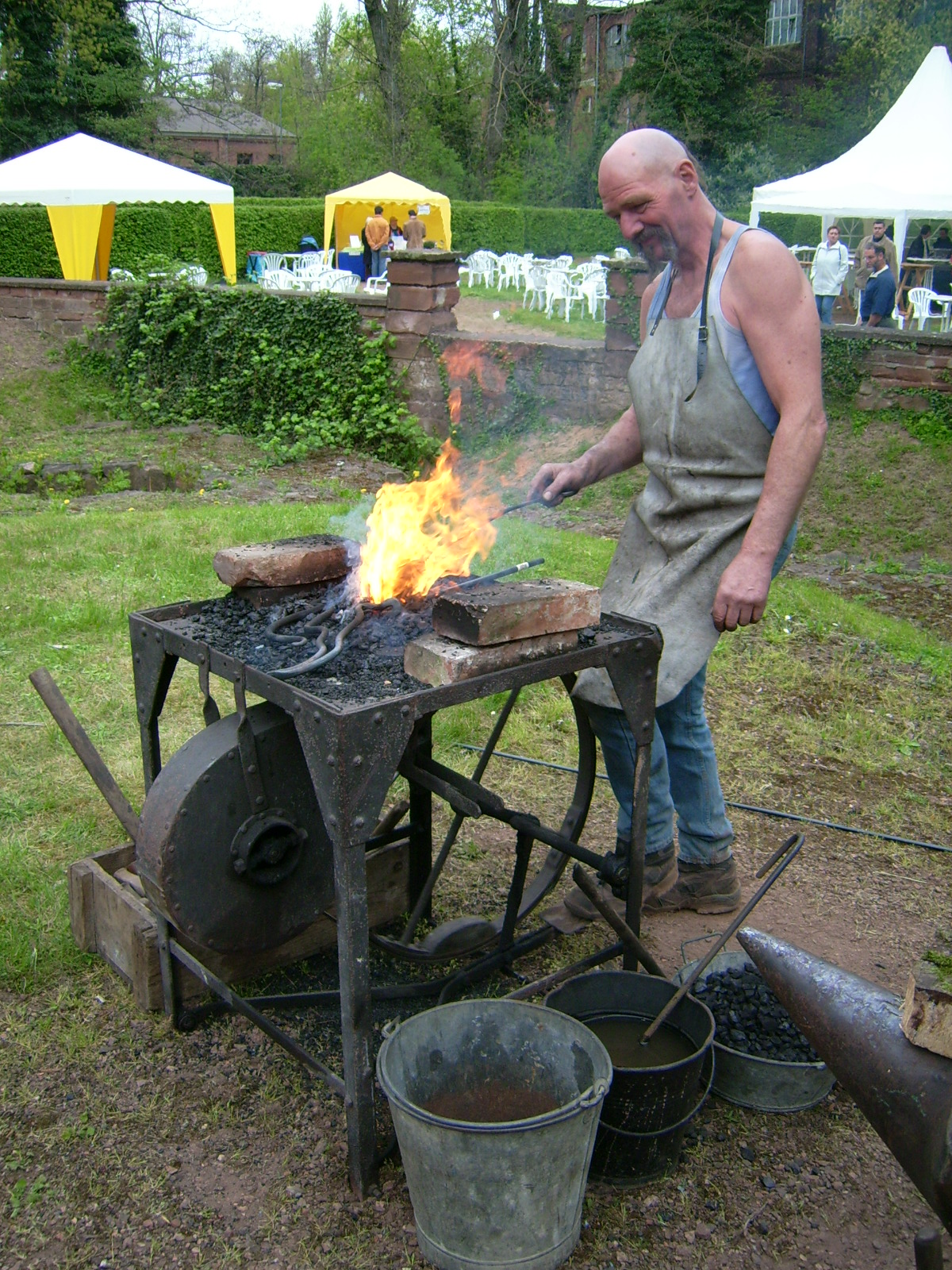
Un Coltellinaio (Fabbro) mentre lavora
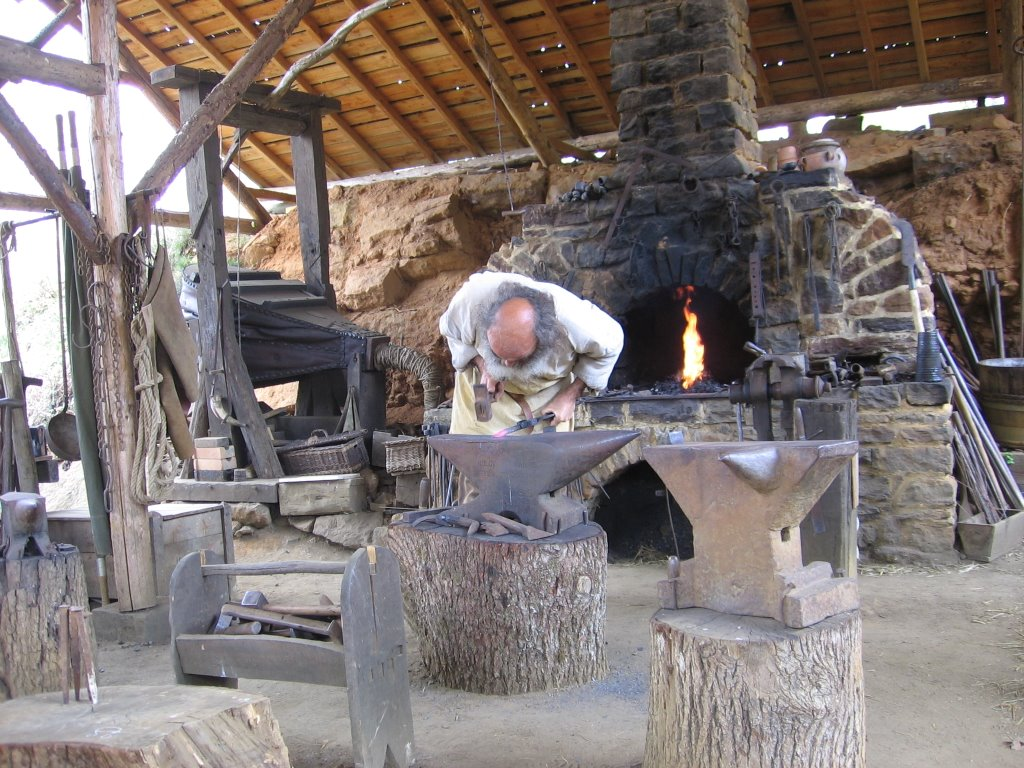
L'officina di un fabbro in una ricostruzione storica a Guédelon